# AD Ciudad de Guadalajara
O Asociación Deportiva Ciudad de Guadalajara é um clube de handebol sediado em Guadalajara, Espanha. Atualmente compete na Liga ASOBAL.